# La fiebre del loco
La fiebre del loco è un film del 2001 diretto da Andrés Wood.